# Резолюция Совета Безопасности ООН 1393
Резолюция Совета Безопасности ООН 1393 — документ, принятый единогласно 31 января 2002 года, продлевающий мандат Миссии ООН в Грузии по урегулированию конфликта в Абхазии, Грузии до 31 июля 2002.

## Содержание
Совет Безопасности, рассмотрев доклад Генерального Секретаря от 18 января 2002 года (S/2002/88), ссылаясь на выводы Лиссабонской (S/1997/57) и Стамбульской встреч на высшем уровне Организации по безопасности и сотрудничеству в Европе, касающиеся положения в Абхазии, Грузии, напоминая о своем осуждении уничтожения вертолета Миссии Организации Объединенных Наций по наблюдению в Грузии (МООННГ) 8 октября 2001 года, в результате чего погибли девять человек, находившихся на борту, и выражая сожаление по поводу того, что те, кто совершил это нападение, до сих пор не выявлены, осуждает нарушения Московского соглашения о прекращении огня и разъединении сил от 14 мая 1994 года (S/1994/583, приложение I) и требует их немедленного прекращения, постановляет продлить период действия мандата Миссии Организации Объединённых Наций по наблюдению в Грузии (МООННГ) на следующий период, заканчивающийся 31 июля 2002 года, при условии рассмотрения Советом мандата МООННГ в случае внесения любых изменений в мандат или в присутствие миротворческих сил СНГ и выражает свое намерение провести тщательный обзор операции в конце ее текущего мандатного периода в свете шагов, предпринятых сторонами в целях достижения всеобъемлющего урегулирования; и в этой связи отмечает, что 31 января 2002 года грузинские власти согласились на продление мандата миротворческих сил СНГ до конца июня 2002 года;  просит Генерального Секретаря продолжать регулярно информировать Совет и через три месяца со дня принятия данной резолюции представить доклад о положении в Абхазии, Грузия; постановляет продолжать активно заниматься этим вопросом.